# Reza Chahjandagh
Reza Chahjandagh –en persa, رضا چاه‌خندق– (nacido el 29 de julio de 1982) es un deportista iraní que compitió en judo. Ganó dos medallas en el Campeonato Asiático de Judo en los años 2003 y 2004.

## Palmarés internacional
| Campeonato Asiático | Campeonato Asiático  | Campeonato Asiático | Campeonato Asiático |
| Año                 | Lugar                | Medalla             | Categoría           |
| ------------------- | -------------------- | ------------------- | ------------------- |
| 2003                | Jeju (Corea del Sur) | Medalla de bronce   | –81 kg              |
| 2004                | Almatý ( Kazajistán) | Medalla de plata    | –81 kg              |